# San Juan de Flores
San Juan de Flores é uma cidade hondurenha do departamento de Francisco Morazán.